# Liste der Oberschulen in Dresden
Die Liste der Oberschulen in Dresden führt alle bestehenden öffentlichen und freien Oberschulen in der sächsischen Landeshauptstadt Dresden auf.

## Legende
- Name/Koordinaten: Name der Oberschule
- Gründung: Gründungsjahr
- Träger: Träger der Schule: Freistaat Sachsen (Sächsisches Staatsministerium für Wissenschaft, Kultur und Tourismus), Landeshauptstadt Dresden (Schulverwaltungsamt) oder Frei
- Schüler: Anzahl der Schüler im Schuljahr 2016/17[1]
- Lage: Lagekoordinaten der Schule. Mit einem Klick auf die Koordinaten lässt sich die Lage der Schule auf verschiedenen Karten anzeigen.
- Stadtteil: Dresdner Stadtteil, in dem sich die Schule befindet.
- Bild: Zeigt das Gebäude der Schule

## Liste
| Name | Gründung                                                                                              | Träger | Schüler | Lage                             | Stadtteil                       | Bild         |
| --- | --- | ------ | ------- | -------------------------------- | ------------------------------- | ------------ |
| 9. Oberschule „Am ElbePark“                                                                                              | 1987                                                                                                  | Stadt  | 435     | 51° 4′ 54″ N, 13° 41′ 55″ O      | Mickten                         |              |
| 25. Oberschule „Am Pohlandplatz“                                                                                         | | Stadt  | 428     | 51° 2′ 37,8″ N, 13° 47′ 36,3″ O  | Striesen                        |              |
| 30. Oberschule | 1965                                                                                                  | Stadt  | 381     | 51° 3′ 35,4″ N, 13° 44′ 59,4″ O  | Innere Neustadt                 |              |
| 32. Oberschule | 1881                                                                                                  | Stadt  | 347     | 51° 2′ 3,1″ N, 13° 48′ 58,8″ O   | Tolkewitz/Seidnitz-Nord         |              |
| 35. Oberschule | 1900                                                                                                  | Stadt  | 343     | 51° 2′ 18,6″ N, 13° 41′ 48,9″ O  | Löbtau                          |              |
| 36. Oberschule | | Stadt  | 384     | 51° 2′ 36,8″ N, 13° 41′ 22,6″ O  | Löbtau                          |              |
| 46. Oberschule | 1974 am Altstandort Leubnitzer Str., seit Schuljahr 2016/17 saniertes Gebäude Andreas-Schubert-Straße | Stadt  | 363     | 51° 1′ 59″ N, 13° 44′ 6,6″ O     | Südvorstadt                     |              |
| 55. Oberschule „Gottlieb Traugott Bienert“ (bis 2010: „Heinz Steyer“)                                                    | 1875/76                                                                                               | Stadt  | 391     | 51° 1′ 43,2″ N, 13° 42′ 32″ O    | Plauen                          |              |
| 56. Oberschule „Am Trachenberg“                                                                                          | 1899                                                                                                  | Stadt  | 485     | 51° 5′ 28,1″ N, 13° 42′ 43,3″ O  | Trachau                         | Bild gesucht |
| 62. Oberschule „Friedrich Schiller“                                                                                      | 1908/09                                                                                               | Stadt  | 367     | 51° 3′ 7,5″ N, 13° 48′ 58,5″ O   | Loschwitz/Wachwitz              | Bild gesucht |
| 64. Oberschule „Hans Grundig“                                                                                            | 1883                                                                                                  | Stadt  | 488     | 51° 1′ 25,8″ N, 13° 50′ 13,2″ O  | Laubegast                       |              |
| 66. Oberschule | 1876                                                                                                  | Stadt  | 334     | 51° 0′ 40,4″ N, 13° 49′ 46,7″ O  | Leuben                          |              |
| 76. Oberschule | 1695                                                                                                  | Stadt  | 350     | 51° 4′ 1,9″ N, 13° 40′ 15,7″ O   | Briesnitz                       |              |
| 82. Oberschule „Am Flughafen“                                                                                            | | Stadt  | 299     | 51° 6′ 51,3″ N, 13° 46′ 43,2″ O  | Klotzsche                       |              |
| 88. Oberschule „Am Pillnitzer Elbhang“                                                                                   | | Stadt  | 324     | 51° 0′ 58,5″ N, 13° 51′ 53,8″ O  | Hosterwitz/Pillnitz             | Bild gesucht |
| 101. Oberschule „Johannes Gutenberg“                                                                                     | 1973                                                                                                  | Stadt  | 444     | 51° 3′ 22″ N, 13° 46′ 3″ O       | Johannstadt                     |              |
| 107. Oberschule | | Stadt  | 319     | 51° 2′ 15,6″ N, 13° 46′ 59″ O    | Gruna                           |              |
| 116. Oberschule | 1979 als 116. Polytechnische Oberschule                                                               | Stadt  | 475     | 51° 1′ 8,2″ N, 13° 45′ 52,5″ O   | Leubnitz-Neuostra               |              |
| 121. Oberschule „Johann Georg Palitzsch“                                                                                 | 1978                                                                                                  | Stadt  | 432     | 51° 0′ 25,8″ N, 13° 47′ 30,2″ O  | Prohlis-Nord                    |              |
| 128. Oberschule „Carola von Wasa“                                                                                        | | Stadt  | 323     | 51° 1′ 17,2″ N, 13° 46′ 43,8″ O  | Strehlen                        |              |
| 138. Oberschule | | Stadt  | 366     | 51° 2′ 45,6″ N, 13° 40′ 4,7″ O   | Gorbitz                         |              |
| 145. Oberschule | 2017                                                                                                  | Stadt  |         |                                  | Pieschen-Nord/Trachenberge      |              |
| Oberschule Cossebaude | 1805                                                                                                  | Stadt  | 371     | 51° 5′ 15,5″ N, 13° 37′ 37,2″ O  | Cossebaude/Mobschatz/Oberwartha |              |
| Oberschule Dresden-Pieschen                                                                                              | 2007                                                                                                  | Stadt  | 386     | 51° 4′ 49,4″ N, 13° 43′ 18″ O    | Pieschen-Süd                    |              |
| Oberschule Weißig | | Stadt  | 290     | 51° 3′ 30,4″ N, 13° 53′ 2,3″ O   | Weißig                          |              |
| Oberschule Weixdorf | | Stadt  | 361     | 51° 8′ 50,1″ N, 13° 48′ 5,6″ O   | Weixdorf                        | Bild gesucht |
| Universitätsschule Dresden Schulversuch in städtischer Trägerschaft                                                      | 2019                                                                                                  | Stadt  | 200     | 51° 1′ 14″ N, 13° 42′ 55,8″ O    | Plauen                          |              |
| Sportoberschule Dresden (gemeinsames Gebäude mit dem Sportgymnasium Dresden)                                             | 1992                                                                                                  | Stadt  | 251     | 51° 4′ 5,7″ N, 13° 43′ 8,5″ O    | Friedrichstadt                  |              |
| Abendoberschule | | Stadt  | 375     | 51° 2′ 15,5″ N, 13° 47′ 1″ O     | Gruna                           |              |
| Palucca Hochschule für Tanz Dresden (Oberschule)                                                                         | 1925                                                                                                  | Land   | 90      | 51° 1′ 44,4″ N, 13° 46′ 15,4″ O  | Gruna                           |              |
| Aktive Schule Dresden | 2016                                                                                                  | Frei   |         | 51° 0′ 53,3″ N, 13° 40′ 57,5″ O  | Coschütz/Gittersee              |              |
| Christliche Oberschule Dresden Staatlich anerkannte Ersatzschule                                                         | | Frei   | 133     | 51° 0′ 6,8″ N, 13° 50′ 4,7″ O    | Großzschachwitz                 |              |
| Freie Alternativschule Dresden (Mittelschule) Staatlich genehmigte Ersatzschule                                          | 1994                                                                                                  | Frei   | 114     | 51° 4′ 21,5″ N, 13° 46′ 11,3″ O  | Albertstadt                     |              |
| Freie Evangelische Oberschule Dresden Staatlich anerkannte Ersatzschule                                                  | 2006                                                                                                  | Frei   | 287     | 51° 1′ 56,6″ N, 13° 48′ 39,8″ O  | Tolkewitz/Seidnitz-Nord         |              |
| Montessorischule Huckepack Staatlich anerkannte Ersatzschule                                                             | | Frei   | 214     | 51° 2′ 31,7″ N, 13° 47′ 10,1″ O  | Striesen                        |              |
| Oberschule der Semper Schulen Media gGmbH Staatlich anerkannte Ersatzschule                                              | 2014                                                                                                  | Frei   | 210     | 51° 4′ 7,4″ N, 13° 44′ 59,8″ O   | Äußere Neustadt                 |              |
| Oberschule HOGA Schloss Albrechtsberg gSchulgmbH (gemeinnützige Schulgesellschaft mbH) Staatlich anerkannte Ersatzschule | 2002                                                                                                  | Frei   | 424     | 51° 0′ 35″ N, 13° 48′ 58,8″ O    | Leuben                          |              |
| Freie Ganztagsoberschule IBB gGmbH Dresden Staatlich anerkannte Ersatzschule                                             | 1993                                                                                                  | Frei   | 239     | 51° 3′ 4,3″ N, 13° 46′ 58,8″ O   | Striesen                        |              |
| Freie Montessorischule Kilaloma SRH Oberschule Dresden Staatlich genehmigte Ersatzschule                                 | | Frei   | 29      | 50° 59′ 21,2″ N, 13° 48′ 14,6″ O | Lockwitz                        |              |
| TÜV Rheinland Oberschule Dresden Staatlich genehmigte Ersatzschule                                                       | 2017                                                                                                  | Frei   |         | 51° 4′ 29,4″ N, 13° 46′ 7,8″ O   | Albertstadt                     | Bild gesucht |